# Boston-Marathon 2025
Der Boston-Marathon 2025 war die 129. Ausgabe der jährlich stattfinden Laufveranstaltung in Boston, Vereinigte Staaten. Der Marathon fand am 21. April 2025 statt.
Es war der zweite Lauf der World Marathon Majors 2025 und hatte das Etikett Platinum Label der World Athletics Label Road Races 2025.

## Ergebnisse

### Männer
| Platz | Athlet                 | Nation             | Zeit (h) |
| ----- | ---------------------- | ------------------ | -------- |
| 01    | John Korir             | Kenia              | 2:04:45  |
| 02    | Alphonce Simbu         | Tansania           | 2:05:04  |
| 03    | Cybrian Kimurgor Kotut | Kenia              | 2:05:04  |
| 04    | Conner Mantz           | Vereinigte Staaten | 2:05:08  |
| 05    | Muktar Edris           | Äthiopien          | 2:05:59  |
| 06    | Rory Linkletter        | Kanada             | 2:07:02  |
| 07    | Clayton Young          | Vereinigte Staaten | 2:07:04  |
| 08    | Tebello Ramakongoana   | Lesotho            | 2:07:19  |
| 09    | Daniel Mateiko         | Kenia              | 2:07:52  |
| 10    | Ryan Ford              | Vereinigte Staaten | 2:08:00  |

### Frauen
| Platz | Athlet             | Nation                 | Zeit (h) |
| ----- | ------------------ | ---------------------- | -------- |
| 01    | Sharon Lokedi      | Kenia                  | 2:17:22  |
| 02    | Hellen Obiri       | Kenia                  | 2:17:41  |
| 03    | Yalemzerf Yehualaw | Äthiopien              | 2:18:06  |
| 04    | Irene Cheptai      | Kenia                  | 2:21:32  |
| 05    | Amane Beriso       | Äthiopien              | 2:21:58  |
| 06    | Calli Thackery     | Vereinigtes Königreich | 2:22:38  |
| 07    | Jess Mcclain       | Vereinigte Staaten     | 2:22:43  |
| 08    | Annie Frisbie      | Vereinigte Staaten     | 2:23:21  |
| 09    | Stacy Ndiwa        | Kenia                  | 2:23:29  |
| 10    | Tsige Haileslase   | Äthiopien              | 2:23:43  |